# Przymierzalnia

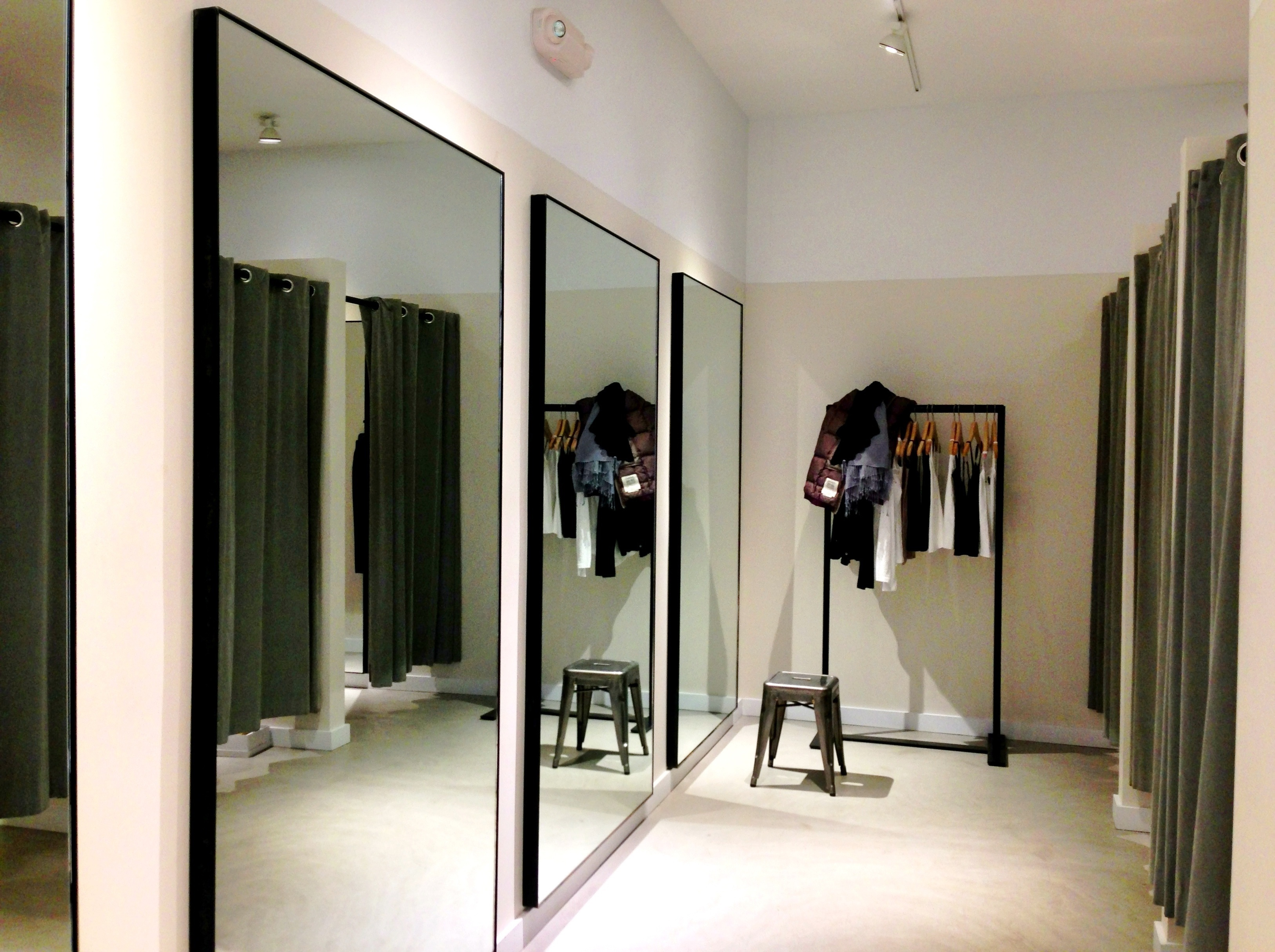
Przymierzalnia w sklepie

Przymierzalnia – niewielkie pomieszczenie w sklepie odzieżowym służące do przymierzania części garderoby. Przymierzalnie wyposażone są zwykle w lustra do przeglądania się, kotarę lub drzwi, oświetlenie, wieszaki na ubrania, czasem także miejsce do siedzenia.
Na początku XXI wieku pojawiły się wirtualne przymierzalnie, w których klient wprowadzając podstawowe dane na temat swojej sylwetki lub używając technologii skanującej może za pośrednictwem internetu zobaczyć jak będzie wyglądał w wybranych przez siebie ubraniach.